# Die Schläferinnen – Trägheit und Wollust
Die Schläferinnen – Trägheit und Wollust (original französisch Le Sommeil, deutsch Der Schlaf) ist ein Gemälde des französischen Künstlers Gustave Courbet. Es entstand 1866 und befindet sich seit 1953 im Bestand des städtischen Kunstmuseums in Paris. Das Ölgemälde misst 135 × 200 cm.

## Bildbeschreibung
Zu sehen sind zwei unbekleidete junge Frauen schlafend auf einem Bett ohne Decke. Links neben dem Bett steht ein kunstvoller Beistelltisch mit drei edlen Glaswaren: einem Parfümflakon, einer Karaffe und einem Glas. Die Wände des Zimmers sind von einem tiefen Dunkelblau. An der Wand hinter dem Bett befindet sich ein weiterer Tisch, dieser mit einer Blumenvase. Über dem Kopfteil des Bettes ist ein tiefblauer Stoffhimmel drapiert, die Laken und Bezüge sind weiß, die Matratze dunkelrot. Neben den Frauen liegen eine Perlenkette und eine goldene Spange. Die vordere Frau liegt auf dem Rücken, ihr rechtes Bein liegt über der Hüfte der anderen. Sie hat lange, tiefbraune Haare. Ihr rechter Arm liegt neben ihr, die dazugehörige Hand zieht leicht das Laken nach oben, der andere Arm ist nicht zu sehen, da er die andere Frau umarmt hält. Diese hat lange, lockige, rotblonde Haare und einen etwas helleren Teint. Sie liegt der dunkelhaarigen Frau zugewandt auf deren linker Seite, ihr linker Arm liegt leicht auf dem Bein ihrer Nachbarin, mit dem anderen liegt sie Arm in Arm mit ihr.

## Bedeutung
Das Gemälde galt aufgrund der dargestellten erotischen Szene zwischen zwei Frauen zu seiner Zeit als äußerst skandalös. Zwar sind die Schambereiche größtenteils verdeckt, doch sind die Brustwarzen der Frauen sehr deutlich zu sehen. Bei der rothaarigen Frau handelt es sich vermutlich um Courbets Muse Joanna Hiffernan, die dunkelhaarige Frau ist möglicherweise diejenige, die auch beim Gemälde Der Ursprung der Welt als Modell fungierte. Auch wenn das zerwühlte Bettlaken auf einen Sexualakt anspielen könnte, steht die Schönheit der weiblichen Körper im Vordergrund. Die rothaarige Frau wird als Allegorie der „Trägheit“ interpretiert, die brünette Frau in aufreizend einnehmender Pose hingegen als Personifikation der „Wollust“. Diese Beinamen entstanden erst durch den deutschen Gemäldenamen. Wörtlich übersetzt bedeutet „Le Sommeil“ lediglich „Der Schlaf“.